# أحمد بن عمر المزجد
صفي الدّين وشهاب الدّين أبو السرور أحمد بن عمر بن محمد بن عبد الرحمن القاضي ابن القاضي الشهير بالمُزَجَّد (847-930هـ) فقيه شافعي، ينتسب إلى سيف بن ذي يزن المذحجي السيفي المرادي، وله تصانيف مفيدة في الفقه الشافعي.

## مولده ونشأته
ولد سنة سبع وأربعين وثمانمائة (847هـ) بجهة قرية الزيدية، ونشأ بها، وحفظ «جامع المختصرات» ثم اشتغل فيها على أبي القاسم بن محمد مريغد، ثم انتقل إلى بيت الفقيه ابن عجيل، فأخذ فيها على شيخ الإسلام إبراهيم بن أبي القاسم جعمان وغيره، ثم ارتحل إلى زبيد واشتغل فيها بالفقه على العلّامة أبي حفص الفتى، ونجم الدّين المقري بن يونس الجبائي، وبهما تخرّج وانتفع، وأخذ الأصول عن الشيفكي والجبائي، والحديث عن الحافظ يحيى العامري، وغيره، والفرائض عن الموفق الناشري وغيره، وبرع في علوم كثيرة، وتميّز في الفقه، حتى كان فيه أوحد وقته.
وتفقه به خلائق كثيرون، منهم أبو العبّاس الطّنبذاوي، والحافظ [ابن] الدّيبع، والعلّامة بحرق.

## مؤلفاته
من مصنّفاته «العباب» في الفقه، وهو كاسمه، اشتهر في الآفاق، وكثر الاعتناء به، وشرحه غير واحد من الأعلام، منهم ابن حجر الهيتمي. ومنها «تجريد الزوائد وتقريب الفوائد» وكتاب «تحفة الطلّاب» و «منظومة الإرشاد» في خمسة آلاف وثمانمائة وأربعين بيتاً، وزاد على الإرشاد شيئاً كثيراً، وله غير ذلك.

## شعره
له شعر حسن منه:
ومنه:
وتوفي فجر يوم الأحد سلخ ربيع الآخر بمدينة زبيد.